# Jürgen Schneider (Bauunternehmer)

Jürgen Schneider, um 2001

Utz Jürgen Schneider (* 30. April 1934 in Frankfurt am Main) ist ein ehemaliger deutscher Immobilienunternehmer, der vor allem durch aufwendige Sanierungen historischer Immobilien in Frankfurt am Main, München, Leipzig und Berlin öffentliche Bekanntheit erlangte. Nach einer aufsehenerregenden Milliardenpleite im Jahr 1994 wurde Schneider 1995 verhaftet und wegen Betrugs, Kreditbetrugs und Urkundenfälschung zu einer Freiheitsstrafe von sechs Jahren und neun Monaten verurteilt. 1999 kam er auf Bewährung frei.

## Leben

### Aufstieg

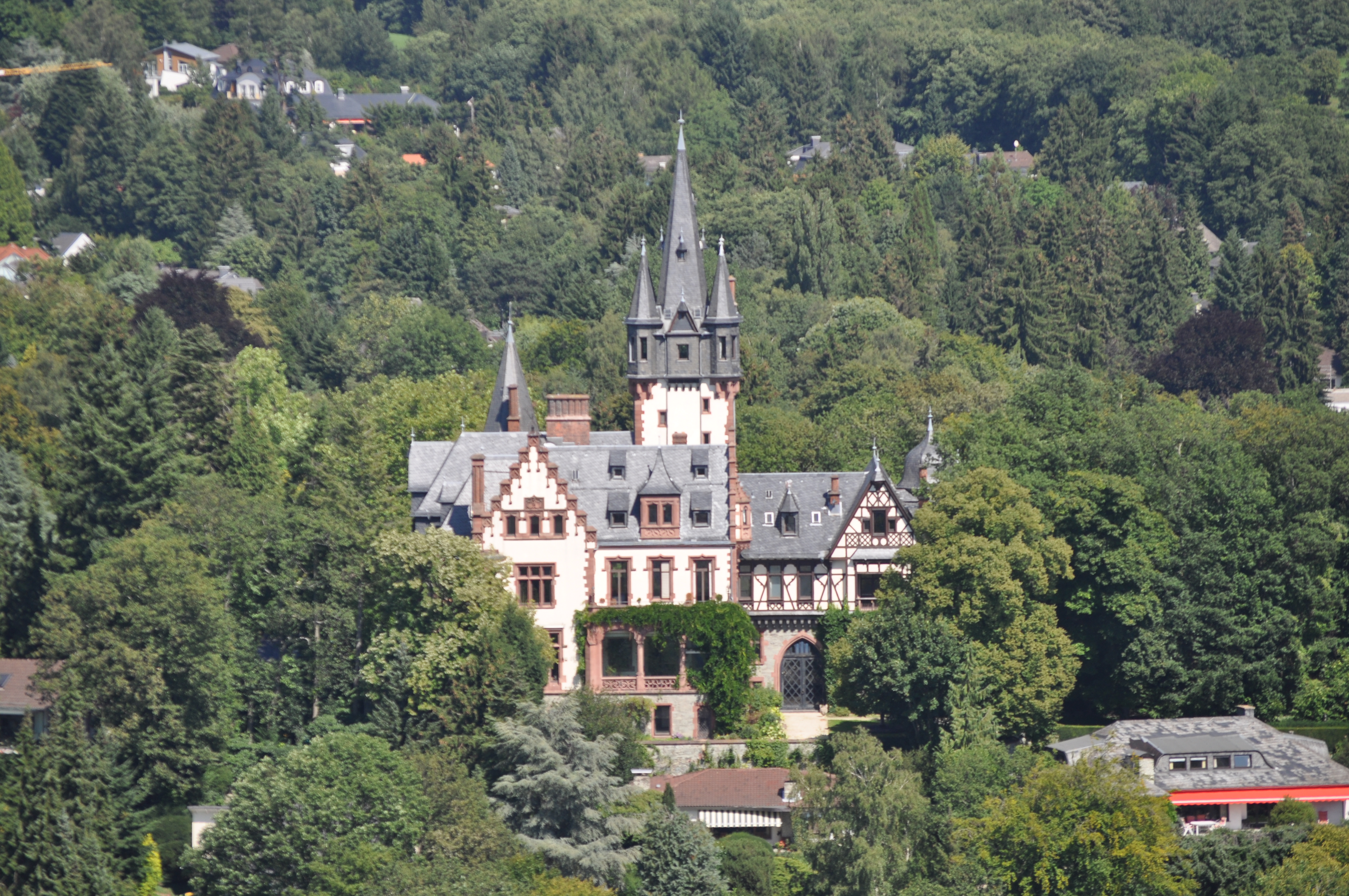
Villa Andreae, ehemaliger Wohn- und Unternehmenssitz von Schneider

Jürgen Schneider, Sohn des nach dem Zweiten Weltkrieg zeitweise größten hessischen mittelständischen Bauunternehmers Richard Schneider, studierte Bauingenieurwesen in Darmstadt. Dort trat er dem Corps Hassia Darmstadt bei. Später wurde er im Fach Staatswissenschaften an der Universität Graz promoviert. Ab 1963 war er im Unternehmen seines Vaters tätig. Als der sich weigerte, ihm die Unternehmensleitung zu übergeben, kündigte Jürgen Schneider 1982 seine Anstellung und machte sich selbstständig. In der Folge soll der Vater die ihm bekannten Banken aufgefordert haben, seinem Sohn kein Geld zu leihen, und so versucht haben, ihn zur Einwilligung in das Reglement der Geschäftsführung zu bewegen. Für Jürgen Schneider war die Erlangung von Krediten dennoch kein Problem, da er einen guten Ruf als Bauingenieur besaß und seine Ehefrau Claudia Schneider-Granzow (* 1944/45) aus vermögendem Hause stammte. Im Laufe des kommenden Jahrzehnts stieg er zu einem der bedeutendsten und angesehensten Bauinvestoren des Landes auf. Aus der Firmenzentrale Villa Andreae in Königstein im Taunus leitete er seit 1989 sein milliardenschweres Unternehmen aus über 150 Immobilien und einem kaum überschaubaren Firmengeflecht von mindestens 130 Tochterfirmen im In- und Ausland.

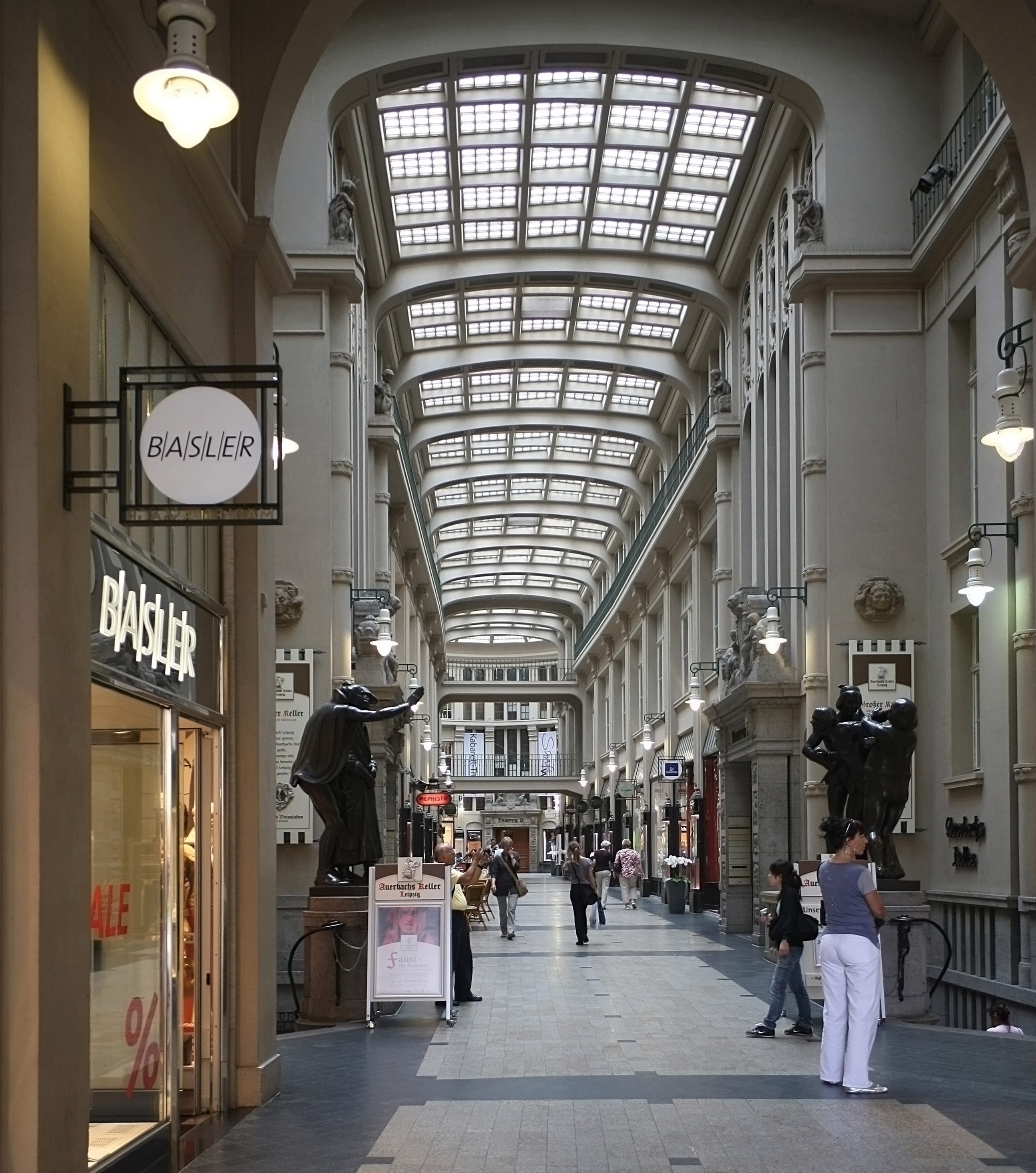
Mädlerpassage in Leipzig

Zu dieser Zeit war Schneider hoch geschätzt – nicht zuletzt, weil er sich vor allem historischen Immobilien in innerstädtischen Bestlagen deutscher Großstädte widmete, die er aufwändig restaurieren ließ. Im Gegensatz zu branchenüblichen Investmentgesellschaften hafteten er und seine Frau in ihrer GbR persönlich. Allein in Leipzig investierte er in 15 Baudenkmäler wie die Mädlerpassage und den Barthels Hof. Dazu kamen die Übernahme der großen Leipziger Baufirma Bau- und Planungsunion (BUP) und der Kies- und Natursteinbetriebe Leipzig (KNL). Finanziert wurden die Vorzeigeprojekte von verschiedenen Banken, die sich von Schneiders Restaurierungs- und Wiederaufbaubegeisterung im Zuge der deutschen Einheit anstecken ließen und ihm großzügig Kredite gewährten.

### Schneider-Affäre

#### Täuschung und Leichtgläubigkeit der Geschäftsbanken

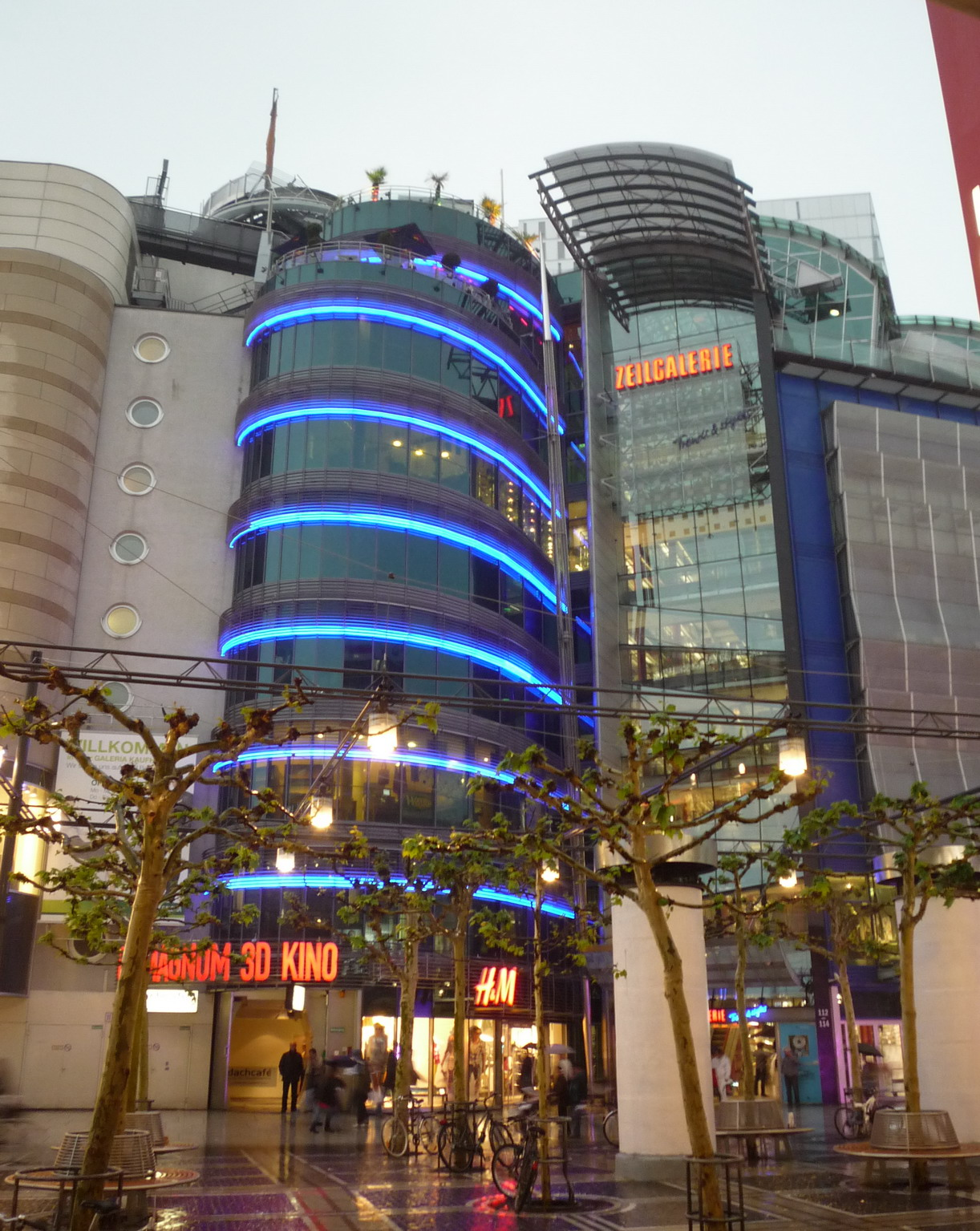
Zeilgalerie

Durch sein erstes, erfolgreich saniertes und mit erheblichem Gewinn weiterveräußertes Großprojekt kam Schneider auf die Idee, weitere Sahnestücke in Top-Lagen deutscher Großstädte aufzukaufen, zu sanieren und anschließend zu vermarkten. Mangels ausreichenden Eigenkapitals waren ihm die Investitionen nur durch Kreditaufnahmen von 5,5 Mrd. DM bei ca. 55 verschiedenen Banken möglich. Immer neue Vorhaben kamen hinzu. Die Mieteinnahmen blieben stets deutlich hinter den Prognosen zurück – zum einen wegen zu optimistischer Markteinschätzung, zum anderen wegen bewusst überzogener Flächenangaben und Mietprognosen. Hinzu kam die Stagnation und der Verfall der Immobilienpreise nach Abflauen des Wiedervereinigungs-Booms ab 1994.
Einer seiner Verteidiger sagte später, es sei ein „Imperium der Hoffnungswerte“ gewesen, das nur zu funktionieren schien, solange weitere Expansion möglich war. Weil seine Projekte fast ausnahmslos unrentabel und durch die Wende auf dem im Gefolge der Wiedervereinigung überhitzten Immobilienmarkt kaum verkäuflich waren, benötigte Schneider immer größere Kredite, um die Verluste aus seinen Investitionen aufzufangen. Schneider konnte mit seinem Vorgehen aber nur wegen der groben Fahrlässigkeit der Banken bei der Vergabe von Krediten Erfolg haben. Auf die Idee zur falschen Berechnung von Zahlen zugunsten eines höheren Kreditbetrages soll ihn ein Mitarbeiter der Hypotheken-Tochtergesellschaft der Deutschen Bank gebracht haben, nämlich den Beleihungswert eines Objektes, das Goldene Kreuz in Baden-Baden, durch geschönte Angaben zu steigern. Schneider bekam den Kredit und nutzte die Nachlässigkeit der Kreditinstitute bei der Überprüfung seiner Angaben aus.
Zum Beispiel erhöhte Schneider für einen Kredit für den Neubau der Zeilgalerie auf der Frankfurter Zeil, die Angaben für die Nutzfläche von tatsächlich 9.000 Quadratmetern in den Unterlagen auf angebliche 22.000 Quadratmeter. Finanzierungsgutachten taten ihr Übriges. Den Mitarbeitern der Deutschen Bank war bei der Überprüfung entgangen, dass auf dem Bauschild (unweit ihrer Zentrale) die Nutzfläche korrekt mit 9.000 Quadratmetern angegeben war. Auch ihren Münchner Kollegen gegenüber dem Bernheimer Palais fiel nicht auf, dass zwei Stockwerke und damit einige Tausend Quadratmeter fehlten.

#### Zusammenbruch des Unternehmens
Ende Februar 1994 erschien ein kritischer Artikel über Probleme mit Mietern der Schneider-Immobilien in der Frankfurter Allgemeinen Zeitung. Schneiders System konnte nur weiterlaufen, solange seine Liquidität sichergestellt war, die Kredite weiterliefen und durch Verkäufe oder neue Kredite Geld hereinkam. Die Banken erkannten nun das Risiko, und als er Anfang April seinen Hauptkreditgeber Deutsche Bank über die drohende Zahlungsunfähigkeit informierte, kam der Stein ins Rollen. Jeder Gläubiger wollte Erster bei der Verwertung des Immobilien-Imperiums sein. Schneider verließ Deutschland zusammen mit seiner Frau, angeblich um die Geschicke seiner schwer zu durchschauenden Unternehmungen zunächst vom Ausland aus zu leiten. Tatsächlich handelte es sich jedoch um eine Flucht. Während das Ehepaar Schneider  mit internationalem Haftbefehl gesucht wurde, begann am 14. April 1994 mit der Eröffnung des Insolvenzverfahrens (nach damaliger Rechtslage noch Konkurs nach der Konkursordnung) vor dem Königsteiner Amtsgericht die Aufnahme des entstandenen Schadens. Schneiders Bankschulden beliefen sich auf rund 5,4 Milliarden DM (in heutiger Kaufkraft 4,7 Milliarden €). Insgesamt standen Forderungen in Höhe von 6,7 Milliarden DM gegen Schneider im Raum.

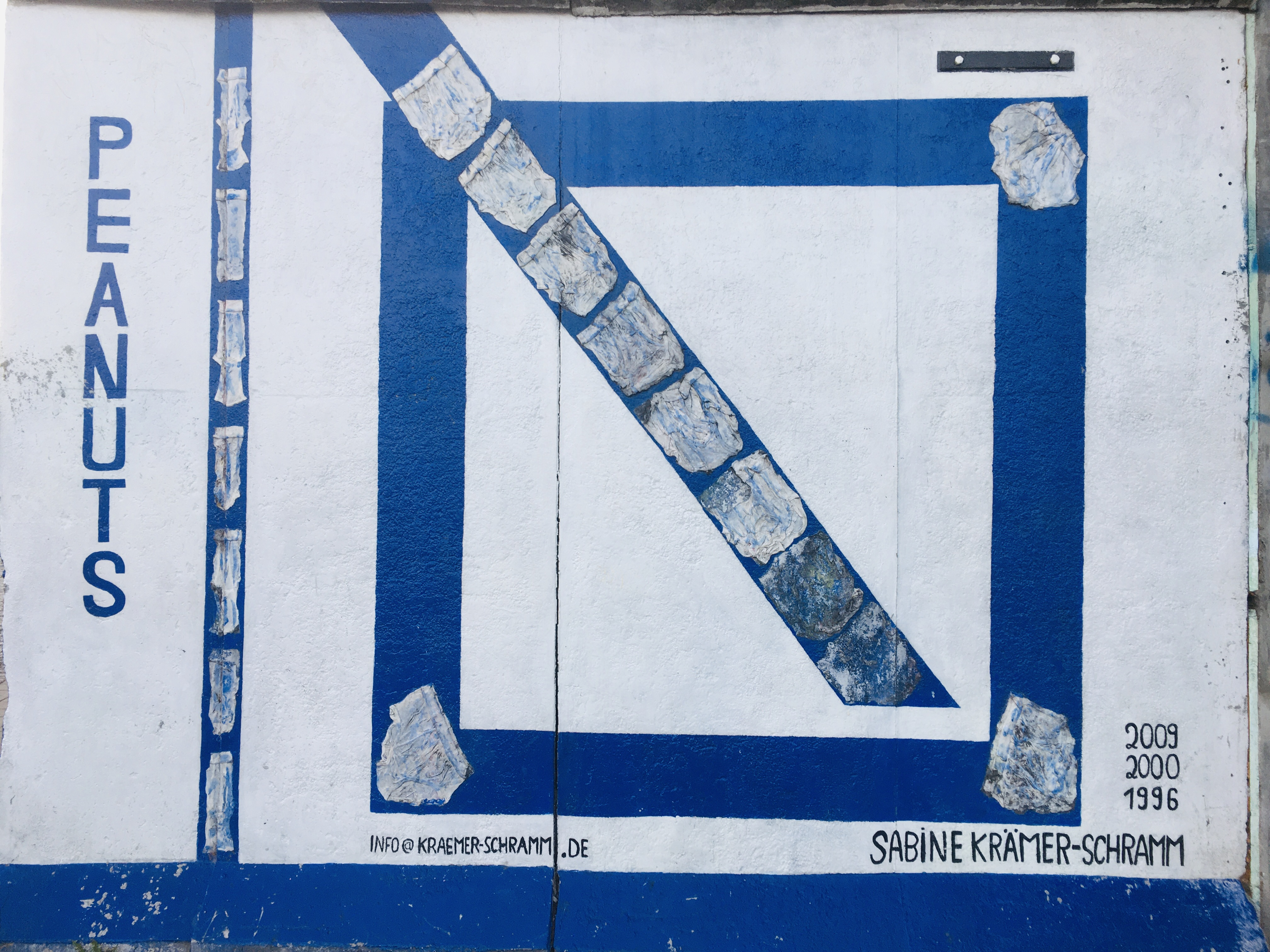
Künstlerische Auseinandersetzung mit der Peanuts-Affäire durch Sabine Krämer-Schramm an der East Side Gallery

Größter Einzelgläubiger Schneiders war die Deutsche Bank mit ihrer eigenen Hypothekenbank Centralbodenkredit, die mit einer Summe von 1,2 Milliarden DM rund ein Viertel der Bankforderungen auf sich vereinte. Deren damaliger Vorstandssprecher Hilmar Kopper sicherte auf einer Pressekonferenz zu, dass die den von Schneider engagierten Handwerkern bei durch die Deutsche Bank finanzierten Objekten entstandene Schadenssumme in Höhe von ca. 50 Millionen DM das Kreditinstitut bezahlen werde. Dass er diese Beträge dabei als „Peanuts“ bezeichnete, beschädigte das Ansehen der Deutschen Bank, der ein Mitverschulden an der Milliardenpleite vorgeworfen wurde, stark. „Peanuts“ wurde in der Folge das Unwort des Jahres 1994. Neben diesem Imageschaden traf die Deutsche Bank auch noch ein finanzieller Schaden, der bereits 1994 zu Wertberichtigungen von rund 500 Millionen DM führte.
Im Zuge des Konkurses von Schneiders Unternehmen gerieten neben Handwerksbetrieben auch zahlreiche Einzelhandelsgeschäfte und -unternehmen sowie Gastronomie- und Hotelunternehmen in den Immobilien Schneiders in finanzielle Schwierigkeiten, die oftmals auch ihrerseits in den Konkurs führten. Darüber hinaus wurden in vielen Fällen nach der Übernahme der Schneider-Immobilien durch neue Investoren Einzelhandelsgeschäften die z. T. noch sehr lange laufenden Mietverträge gekündigt, was ebenfalls zu zahlreichen Schwierigkeiten in organisatorischer wie auch finanzieller Hinsicht führte.

#### Festnahme und Prozess
Die internationale Fahndung endete erst am 18. Mai 1995, als Jürgen und Claudia Schneider in Miami, Florida festgenommen wurden. Schneider verbrachte die Zeit bis zu seinem Prozess zunächst in US-amerikanischer und nach der Auslieferung im Februar 1996 in deutscher Untersuchungshaft.
Am 30. Juni 1997 begann vor dem Landgericht Frankfurt am Main die deutschlandweit beachtete Hauptverhandlung, zu der als Zeugen Vertreter von über 50 Banken geladen wurden. Schneiders Verteidigung übernahm der renommierte Wirtschaftsstrafverteidiger Franz Salditt. Im Verlauf des Prozesses, der 41 Verhandlungstage dauerte, stellte die Strafkammer unter Vorsitz von Heinrich Gehrke eine Mitschuld der Banken an der Milliardenpleite fest – in erster Linie, weil die Mitarbeiter der Kreditabteilungen die falschen Angaben ungeprüft akzeptierten, obwohl ihnen in mehreren Fällen sogar bankinterne Warnungen vorlagen. Das Bundesaufsichtsamt für das Kreditwesen kam zu dem Ergebnis, dass allein die Deutsche Bank in 15 Fällen gegen Vorschriften des Kreditwesens- und Hypothekenbankgesetzes verstoßen hatte. Diese Mitschuld der Kreditinstitute war es, die Schneider am 23. Dezember 1997 eine trotz großer Schadenshöhe relativ milde Strafe von sechs Jahren und neun Monaten einbrachte. Eine strafrechtliche Verfolgung von Mitarbeitern der am Skandal beteiligten Banken fand nicht statt. Doch insbesondere die Deutsche Bank hatte für Monate mit Ansehensproblemen zu kämpfen.

### Schneider nach 1999
Nachdem Schneider im Dezember 1999 auf Bewährung entlassen worden war (unter Anrechnung der Untersuchungshaft verbüßte er zwei Drittel der Freiheitsstrafe), wurde er Autor. Unter Mitarbeit des Ghostwriters Ulf Mailänder veröffentlichte er drei Bücher, darunter die Autobiographie Bekenntnisse eines Baulöwen sowie eine Übersicht über seine Immobilien unter dem Titel Alle meine Häuser. Moderne Denkmale in Deutschland. Die Einnahmen sollen in den von Schneider eingerichteten Hilfsfonds zur Unterstützung von der Pleite geschädigter Handwerker fließen.
Während Jürgen Schneider seine Strafe verbüßte, starb sein Vater Richard Schneider. Im Hinblick auf das Erbe gab es ein Ermittlungsverfahren wegen Steuerhinterziehung, das mit Einstellung endete.
Schneiders ehemaliger Firmensitz, die Villa Andreae in Königstein im Taunus, wurde nicht per Zwangsversteigerung verkauft, da das Höchstgebot von 9,5 Millionen DM und der Schätzwert von 15 Millionen DM zu weit auseinanderlagen. 1997 kaufte der Software-Unternehmer Hartmut Lademacher die Villa. Ende 2009 wurde das Anwesen für 9,8 Millionen Euro angeboten.

### Weiterer Prozess
Wegen des Verdachts auf dreifachen Betrug musste sich Schneider 2010 erneut vor Gericht verantworten. Dabei soll es in zwei Fällen beim Versuch geblieben sein, im dritten Fall soll er sich 67.000 Euro verschafft haben. Laut Anklage hatte Schneider in den Jahren 2008 und 2009 vorgegeben, ein beträchtliches Vermögen investieren zu wollen, vorher aber Sicherheitszahlungen und Bearbeitungsgebühren verlangt. Im Jahr 2014 wurde er in dieser Sache „wegen gewerbsmäßigen Betrugs in sechs Fällen“ angeklagt, das Landgericht Bonn stellte dieses Verfahren aber wegen Verhandlungsunfähigkeit ein.

## Weitere von Schneider sanierte Objekte
- Fürstenhof (Frankfurt am Main)
- Ehemaliges Grand Hotel Rose (Wiesbaden), heute Sitz der Hessischen Staatskanzlei

## Schneider-Affäre im Film
1996 wurde der „Fall Jürgen Schneider“ in der Filmkomödie Peanuts – Die Bank zahlt alles von Carlo Rola satirisch verarbeitet. Der von Ulrich Mühe gespielte Bauunternehmer heißt im Film Dr. Jochen Schuster, statt der Deutschen Bank ist die Germanische Bank der Kreditgeber. 2018 folgte der dokumentarische Fernsehfilm Der Auf-Schneider – Aufstieg und Fall eines deutschen Baulöwen mit Reiner Schöne in der Hauptrolle.

## Publikationen
- Bekenntnisse eines Baulöwen. Ullstein, Berlin 1999, ISBN 3-89834-005-8
- Alle meine Häuser. Moderne Denkmale in Deutschland. Verlag Ausbildung und Wissen (VAW), Bad Homburg 2000, ISBN 3-932366-10-7
- Top oder Flop – Was gute Geschäfte von schlechten unterscheidet. Eichborn, Frankfurt a. M. 2001, ISBN 3-8218-1647-3